# Radomyśl Wielki

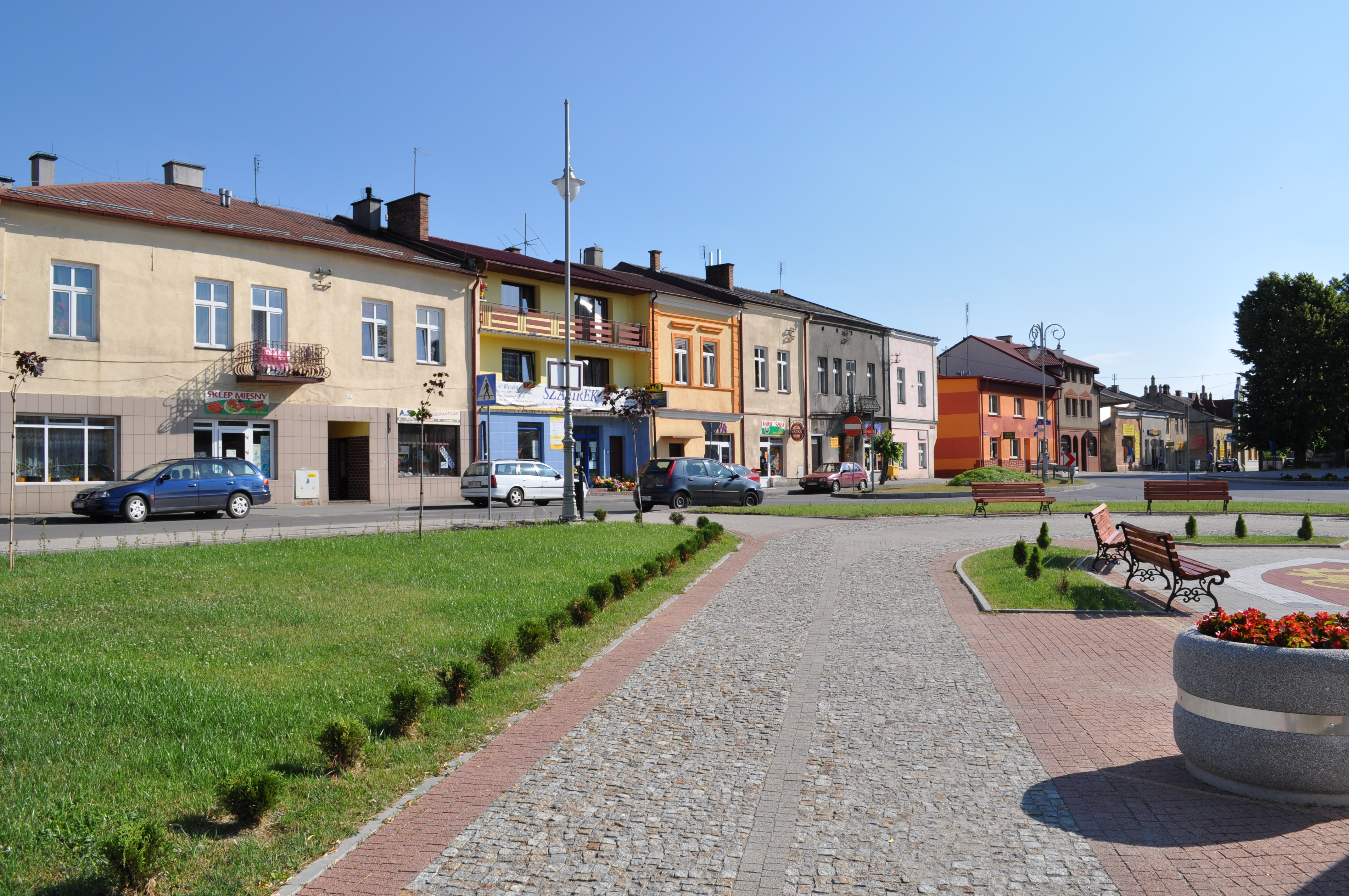
Radomyśl Wielki, Marktplatz

Radomyśl Wielki ist eine Stadt sowie Sitz der gleichnamigen Stadt- und Landgemeinde im Powiat Mielecki der Woiwodschaft Karpatenvorland in Polen.

## Geographie
- Karte mit allen Koordinaten:
- OSM |
- WikiMap

Radomyśl befindet sich zwischen den Flüssen Weichsel und Wisłoka etwa 10 km südwestlich von Mielec. Es liegt auf einem Plateau 205 Meter über dem Meeresspiegel. Am Stadtrand fließt der Bach Rabka, ein Nebenfluss der Partynia, die wiederum ein Nebenfluss des Breń ist. Radomyśl liegt an der Straße Nr. 984, die Tarnów und Mielec verbindet. In der Nähe von Radomyśl gibt es Nadelwälder, vor allem nordöstlich und westlich der Stadt. Der Boden nordöstlich und westlich der Stadt ist eine Mischung aus Sand und Lehm.

## Geschichte
Radomyśl wurde 1581 von Kastellan Mikołaj Firlej, einem Militärbeamten aus Biecz, gegründet. 1581 beschlagnahmte Firlej mit Zustimmung des polnischen Königs Stephan Báthory Ländereien, die zu den Dörfern Ruda und Dulcza gehörten und im Besitz seiner Frau Liegenzianka waren. Am 31. Januar 1581 erhielt Radomyśl von Stephan Báthory die Stadtrechte nach Magdeburger Recht am Sejm in Warschau. Die Stadt entwickelte sich dank umfangreicher Handels- und Handwerksaktivitäten. Das Attribut „Groß“ (jiddisch „Groys“, polnisch: „Wielki“) wurde Radomyśl Ende des 19. Jahrhunderts oder Anfang des 20. Jahrhunderts beigegeben.
Die katholische und die jüdische Gemeinde lebten friedlich zusammen. Die jüdische Gemeinde war maßgeblich am wirtschaftlichen Aufschwung der Stadt beteiligt. Während des Zweiten Weltkrieges wurde die jüdische Bevölkerung von Radomyśl von den deutschen Nationalsozialisten fast vollständig ermordet und vertrieben. Dies bedeutete einen großen Verlust für Radomyśl.
Nach dem Zweiten Weltkrieg erlebte die Stadt wieder einen Aufschwung. 1950 wurde eine öffentliche Bibliothek eingerichtet, 1962 ein Gesundheitszentrum eröffnet, 1964 wurde der Bau einer Grundschule abgeschlossen und 1966 eine Tierklinik für den Bedarf der Landwirte eröffnet. 1973 wurde das Städtische und Kommunale Kulturzentrum gegründet und 1977 eine Zweigstelle des Landwirtschaftsschulkomplexes von Dąbrowa Tarnowska. Seit 1999 gibt es eine weiterführende Schule. Durch den Beitritt Polens zur Europäischen Union im Jahr 2004 gelangten Fördermittel nach Radomyśl, die zur Verschönerung der Stadt verwendet wurden.

## Religion

### Christentum
1584 wurde die erste Holzkirche mit dem Patrozinium Erzengel Michael erbaut. Die Kirche war ab 1596 auch für den Schulbetrieb verantwortlich. 1599 wurde von Kardinal Georg Radziwill die römisch-katholische Pfarrei Radomyśl errichtet. Sie gehörte zum Dekanat Pilzno. Ihr erster Pfarrer war Marcin Miłosoniusz. 1602 wurde die Kirche mit den Patrozinien Mariä Heimsuchung und Nikolaus von Myra geweiht. 1608 entstand die St. Anna-Bruderschaft. Neben der Kirche wurde unter der Schirmherrschaft der Johanniter ein Armenkrankenhaus gebaut. Zwischen 1740 und 1770 brannte die Kirche ab. Der Besitzer des Gutes Radomyśl Eliasz Wodzicki baute 1779 bis 1784 an der Stelle der alten Holzkirche eine Backsteinkirche. Sie wurde 1787 von Bischof Florian Amand Janowski geweiht. Anfang des 20. Jahrhunderts wurde die Kirche⊙ umgebaut und vergrößert. Die Kirche wurde im Zweiten Weltkrieg schwer beschädigt. Nach 1945 fanden weitere Renovierungen und Ausbauten statt. Außer der Pfarrkirche gibt es in Radomyśl noch eine Votivkirche⊙ und einige Kapellen.

### Judentum
In Radomyśl gab es seit dem 17. Jahrhundert jüdische Bewohner. Im Jahr 1779 lebten 85 jüdische und 217 christliche Familien in der Stadt. Die jüdische Gemeinde wurde Anfang des 19. Jahrhunderts gegründet. Sie hatte 4 Gebetshäuser, zwei Friedhöfe, eine Mikwe, einen Schlachthof, ein Cheder, eine Jeschiwa, ein Rabbinerhaus und eine Schule. Rabbiner waren Schmuel (Samuel) Engel, Chaim Engel (Sohn von Schmuel Engel), Abraham Chaim Horowitz (1850–1919). Religionslehrer waren Eisig Rosenberg, Meir Kalman und Alter Sanzer. Während des Zweiten Weltkrieges wurden die Juden von Radomyśl von den Deutschen teils erschossen, teils in Lager deportiert. Die wenigen Überlebenden, die nach dem Krieg zurückkehrten, wanderten nach Westeuropa, in die USA und nach Israel aus.
In Radomyśl gab es zwei jüdische Friedhöfe, einen alten und einen neuen. Der alte jüdische Friedhof⊙
lag im Stadtzentrum nahe der Synagoge im nördlichen Winkel zwischen den Straßen Armii Krajowej und Jasna. Er wurde im 18. Jahrhundert errichtet. Während des Zweiten Weltkrieges wurde er von den Deutschen völlig vernichtet. Nach Kriegsende wurde das Gelände überbaut.
Der neue jüdische Friedhof⊙ existiert noch. Er liegt am Südostrand der Stadt. Er wurde um 1850 angelegt. Auf einer Fläche von 1,3 ha befinden sich etwa 50 Grabsteine. Sein ältester Grabstein stammt aus dem Jahr 1817. Er wurde vom alten Friedhof hierher verlegt. Von den Deutschen wurde der neue Friedhof als Hinrichtungsstätte benutzt. Am 19. Juli 1942 erschossen sie hier 500 Juden und verscharrten sie in einem Massengrab im östlichen Teil des Friedhofs. 1987 wurde ein Denkmal zur Erinnerung an die ermordeten Juden aufgestellt.
In Radomyśl hatte sich eine Mikwe⊙ erhalten. Es handelte sich um ein Ziegelgebäude mit Dachboden und Satteldach. Der letzte Besitzer des Gebäudes war Gimpel Klein. Nach dem Krieg befand sich im Gebäude zunächst eine Mühle und später ein Laden. Anfang des 21. Jahrhunderts wurde das Gebäude abgerissen.
Die Synagoge⊙ war ein zweistöckiges Backsteingebäude. Sie wurde während des Krieges als Pferdestall genutzt. Nach Ende des Krieges wurde sie abgerissen.
Erhalten ist das Rabbinerhaus.⊙ Hier befand sich in den 1990er Jahren in der ehemaligen Rabbinerwohnung ein Gedenkzimmer.

## Kultur und Sehenswürdigkeiten

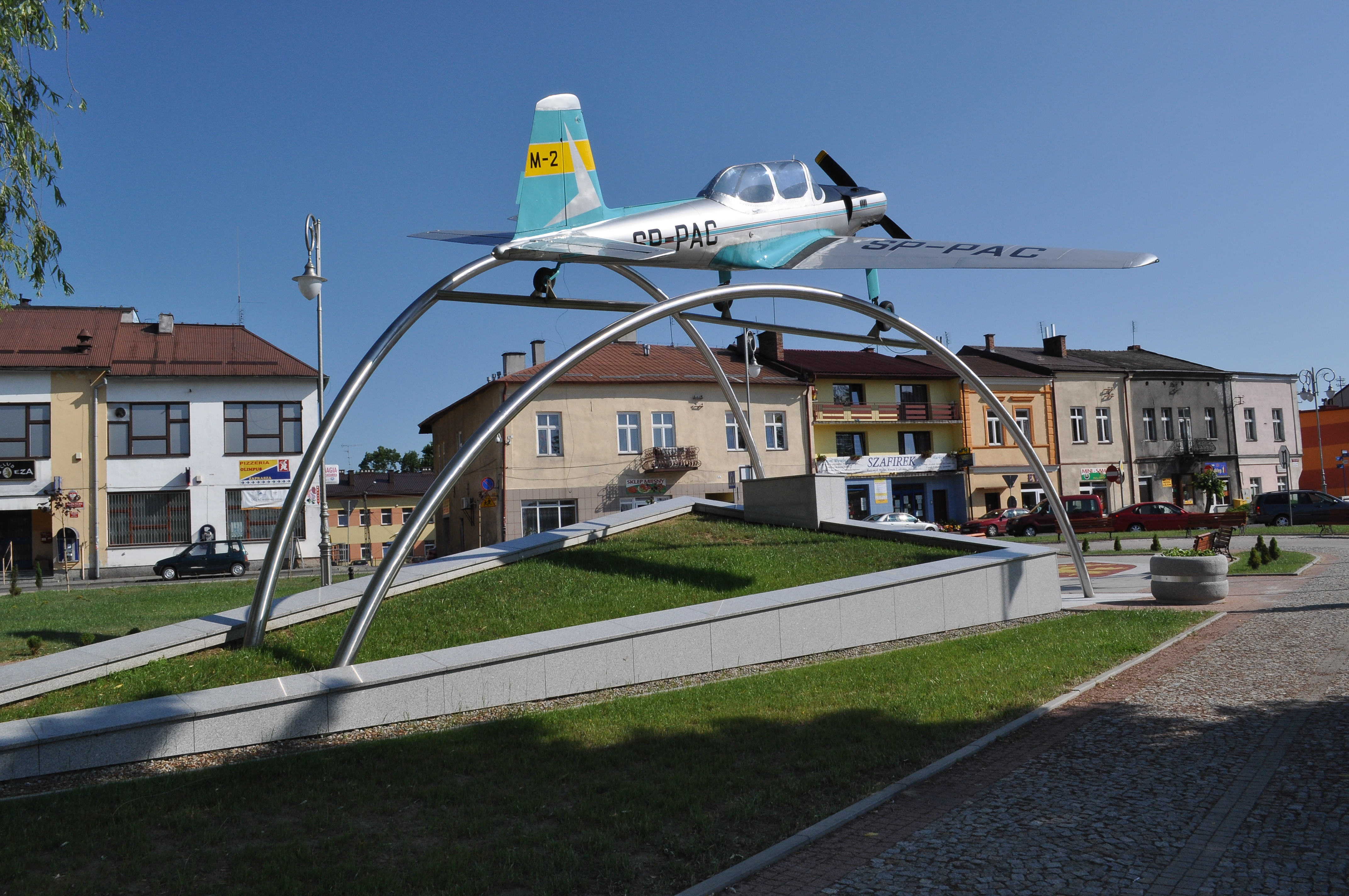
Flugzeug auf dem Marktplatz von Radomyśl Wielki

### Marktplatz (Rynek)
Der Marktplatz von Radomyśl gehört mit einer Seitenlänge von 135 m zu den größten der Region. Er wurde im Jahr 2010 restauriert. Auf dem Marktplatz steht seit 1972 das Flugzeug M-2⊙. Es ist das erste komplett aus Metallteilen gefertigte Sportflugzeug nach dem Zweiten Weltkrieg. Bei diesem Flugzeug befindet sich seit 1998 das Denkmal für die Piloten der polnischen Luftwaffe.

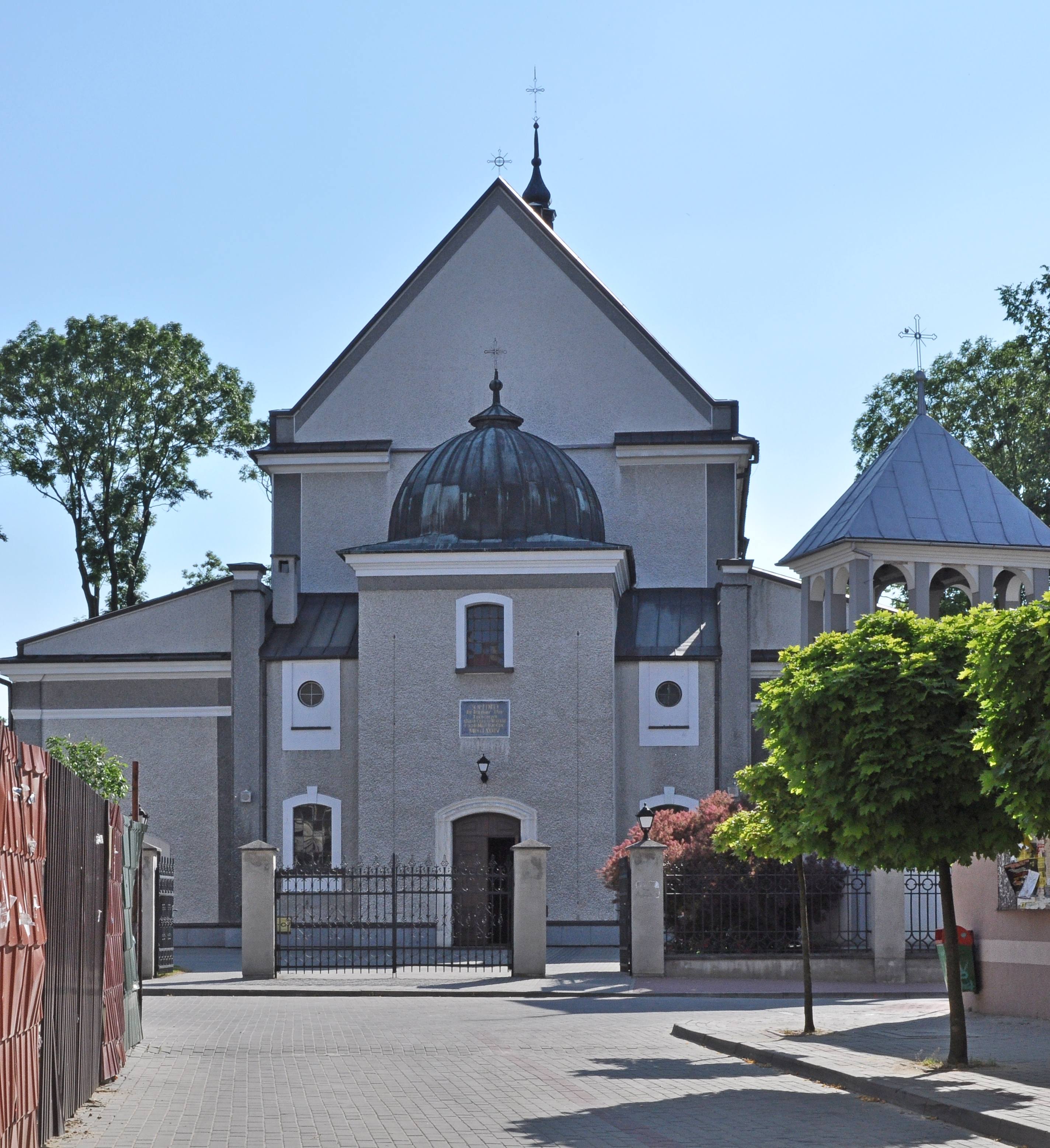
Pfarrkirche in Radomyśl Wielki

### Pfarrkirche
Die Pfarrkirche wurde 1784 an Stelle eines abgebrannten Vorgängerbaus errichtet. Sie wurde bis in die Gegenwart mehrfach um- und ausgebaut.

### Votivkirche
Die Votivkirche Verklärung des Herrn wurde 1873 an Stelle eines Vorgängerbaus im Stadtviertel Wólka Plebańska errichtet. Sie erinnert an die Choleraepidemie, die im Juli und August 1873 die Region heimsuchte.

### Kapellen, Wegkreuze, Statuen
In Radomyśl und Umgebung gibt es zahlreiche Kapellen, Wegkreuze und Statuen.
In der ul. Armii Krajowej 37 steht eine Kapelle⊙ mit rechteckigem Grundriss, gebaut aus Ziegeln und verputzt. Außen hat sie ein profiliertes Gesims. Der Eingang ist teilverglast und hat halbrunde Fenster. Auf dem Dach befindet sich ein Glockenturm in Form einer Laterne mit einer kugelförmigen Kuppel. Im Inneren befindet sich ein Tonnengewölbe und ein Altar mit einer Skulptur der Jungfrau Maria mit Kind. Der Altar trägt ein Kruzifix mit einem Gipsbild von Christus und einem Bild des Herzens Jesu.
In der ul. Firleja 28 steht eine 1900 erbaute Messkapelle⊙. Sie hat einen rechteckigen Grundriss mit einem dreiseitigen Abschluss. Die Fenster haben Spitzbögen, der Giebel ist gestuft. Im Inneren ist der Altar im neugotischen Stil und eine Nepomuk-Statue erhalten.
Kapelle an der Straße nach Dulcza Mała (Kościuszki-Straße), erbaut in der zweiten Hälfte des 19. Jahrhunderts. Auf quadratischem Grundriss, Backstein, verputzt, mit Blech verkleidet, Rahmenteilungen mit Profiltafeln und einem krönenden Gesims. Die Fenster haben Spitzbögen, bis auf ein Rundfenster. Auf dem Dach befindet sich auch ein Glockenturm in Form einer sechseckigen Laterne mit Schmiedekreuz. In der Mitte, auf einer gemauerten Mensa, befindet sich ein Gemälde der Muttergottes von Tschenstochau aus der zweiten Hälfte des 19. Jahrhunderts und zwei Skulpturen unerkannter heiliger Frauen ebenfalls aus dieser Zeit.

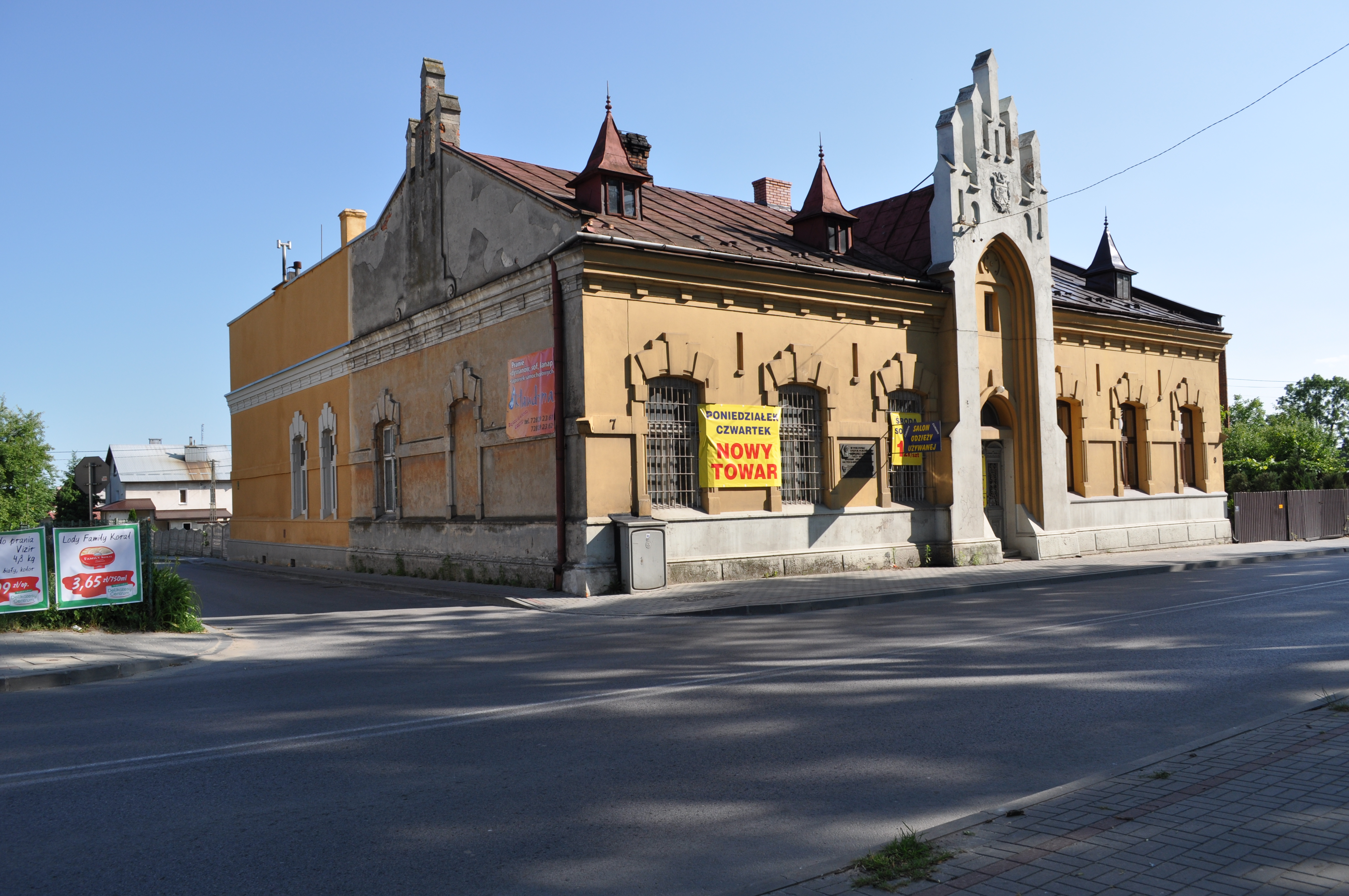
Palast in Radomyśl Wielki

An der Boczna-Straße befindet sich ein Holzkreuz⊙ aus der zweiten Hälfte des 19. Jahrhunderts.

### Gut Kostórkiewicz, Dworek
Das Gut Kostórkiewicz⊙ wurde Ende des 19. Jahrhunderts erbaut. Das Gebäude beherbergte die Post. Der Schauspieler Tadeusz Łomnicki verbrachte dort mehrere Jahre seiner Kindheit. Sein Vater war vor dem Krieg Leiter der Post in Radomsko. An der Fassade des Gebäudes wurde eine Gedenktafel angebracht, die ihm gewidmet ist.

### Gebäude des Turnvereins „Sokół“
Das ursprüngliche Gebäude des Turnvereins „Sokół“⊙ wurde aufgrund seines schlechten Zustandes Anfang der 1990er Jahre abgerissen.
2007 wurde es mit EU-Mitteln rekonstruiert.
Es hat eine Nutzfläche von 546,11 m² und beherbergt:
- ein Touristeninformationszentrum mit Internetcafé
- einen Traditionsraum
- einen Ausstellungs- und Konferenzraum
- eine Bibliothek
- einen Proberaum.[17]

### Denkmäler
- Auf dem Marktplatz, neben dem Flugzeug M-2, befindet sich ein Denkmal für die Piloten der polnischen Luftwaffe, die mit der Region Radomyśl verbunden sind, und ein Denkmal für die Gefallenen des Zweiten Weltkriegs.
- Am ältesten, historischen Mietshaus befindet sich eine Gedenktafel für Leutnant Zbigniew Matula, Deckname „Radomyśl“. Er wohnte dort und war Cichociemni der Polnische Streitkräfte im Westen.
- An der Grundschule wurde 2012 ein Denkmal für General Władysław Sikorski angebracht. Er ist der Schirmherr der Schule und wurde im Kreis Mielec geboren. Er war Oberbefehlshaber der polnischen Streitkräfte und Premierminister der Exilregierung während des Zweiten Weltkrieges.[18]

## Persönlichkeiten
- Sam Salz (1894–1981), österreichisch-US-amerikanischer Kunsthändler, Kunstsammler und Mäzen
- Ignacy Jeż (1914–2007), Bischof von Koszalin und Kołobrzeg[19]